# Gonomyia cryophila
Gonomyia cryophila är en tvåvingeart som beskrevs av Alexander 1961. Gonomyia cryophila ingår i släktet Gonomyia och familjen småharkrankar. Inga underarter finns listade i Catalogue of Life.